# 이안 하우글랜드
얀호칸 "이안" 하우글랜드(스웨덴어: Jan-Håkan "Ian" Haugland, 1964년 8월 13일 ~ )는 스웨덴의 록 밴드 유럽의 드러머이다. 그가 8개월이었을 때, 그와 그의 가족은 스웨덴의 스톡홀름 교외 지역인 메르스타로 이사했다. 그는 1984년 여름 토니 리노를 대신하여 유럽에 합류했다. 이전에 하우글랜드는 캔들매스의 베이시스트 라이프 에들링이 노래했던 트릴로지와 잉베이 말름스틴의 밴드 라이징 포스를 포함한 다수의 밴드에서 활동했다.
1992년 유럽이 해체된 후, 하우글랜드는 Brazen Abbot, Clockwise, Last Autumn's Dream, 유럽 동료 욘 노럼, 전 블랙 사바스 / 딥 퍼플 보컬 글렌 휴즈와 같은 밴드들과 함께 녹음하고 투어를 했다. 1998년 하우글랜드는 오지 오스본 헌정 앨범 Ozized를 위해 블랙 사바스 노래 "Changes"의 커버 버전을 녹음했다. 그가 길 위에 없거나 스튜디오에 없을 때, 그는 스톡홀름의 라디오 채널 106.7 FM Rockclassiker에서 진행자로 일하고 때때로 스튜디오에서 드럼을 연주한다.
드럼 연주자로서 그는 루트비히 드럼, 페이스트 심벌즈, 에반스 헤드, 프로마크 스틱을 지지한다.